# ブレッドボード

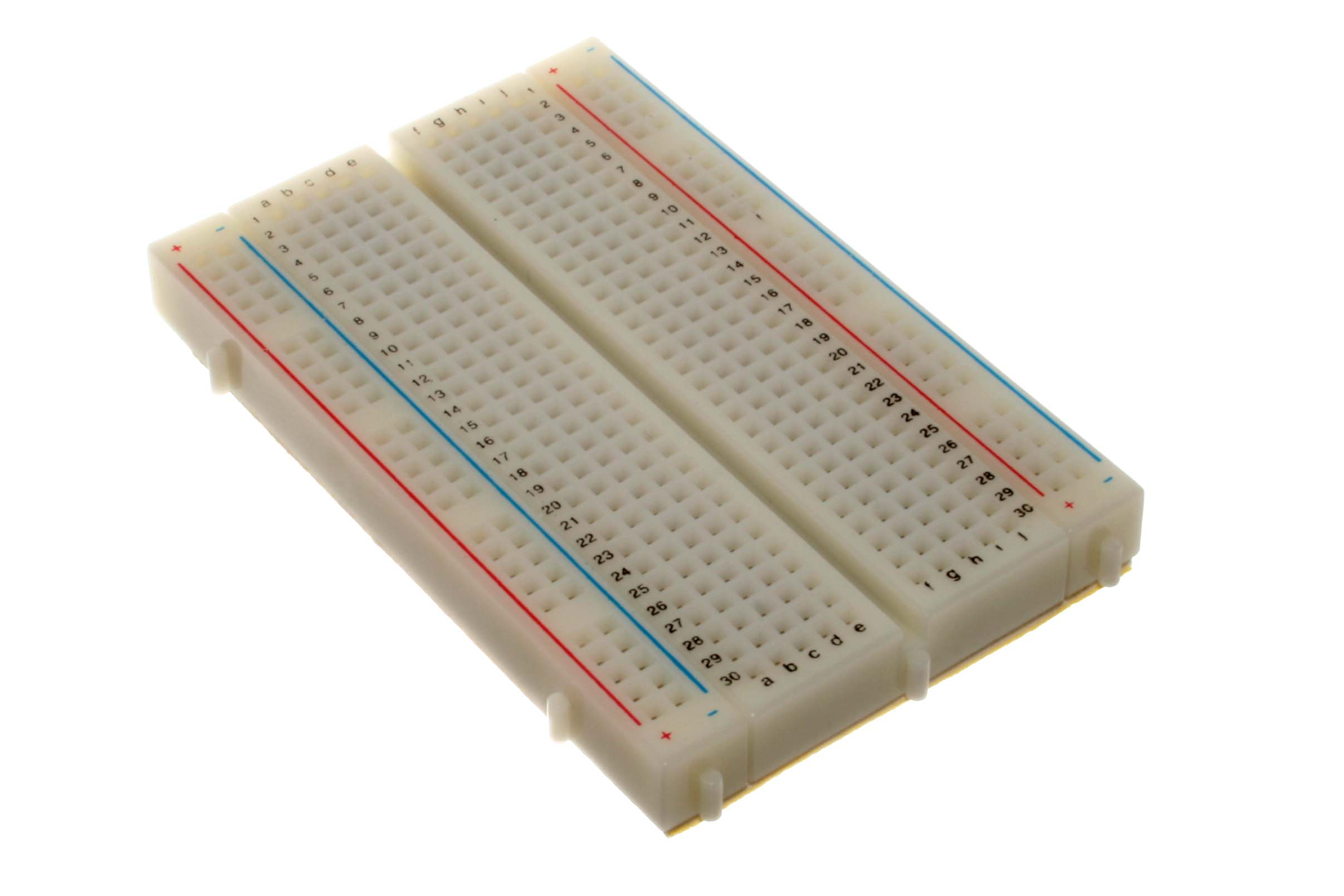
最近主流になっている、ソルダーレス（＝はんだづけ不要）のブレッドボード。この写真は穴が400のタイプ。

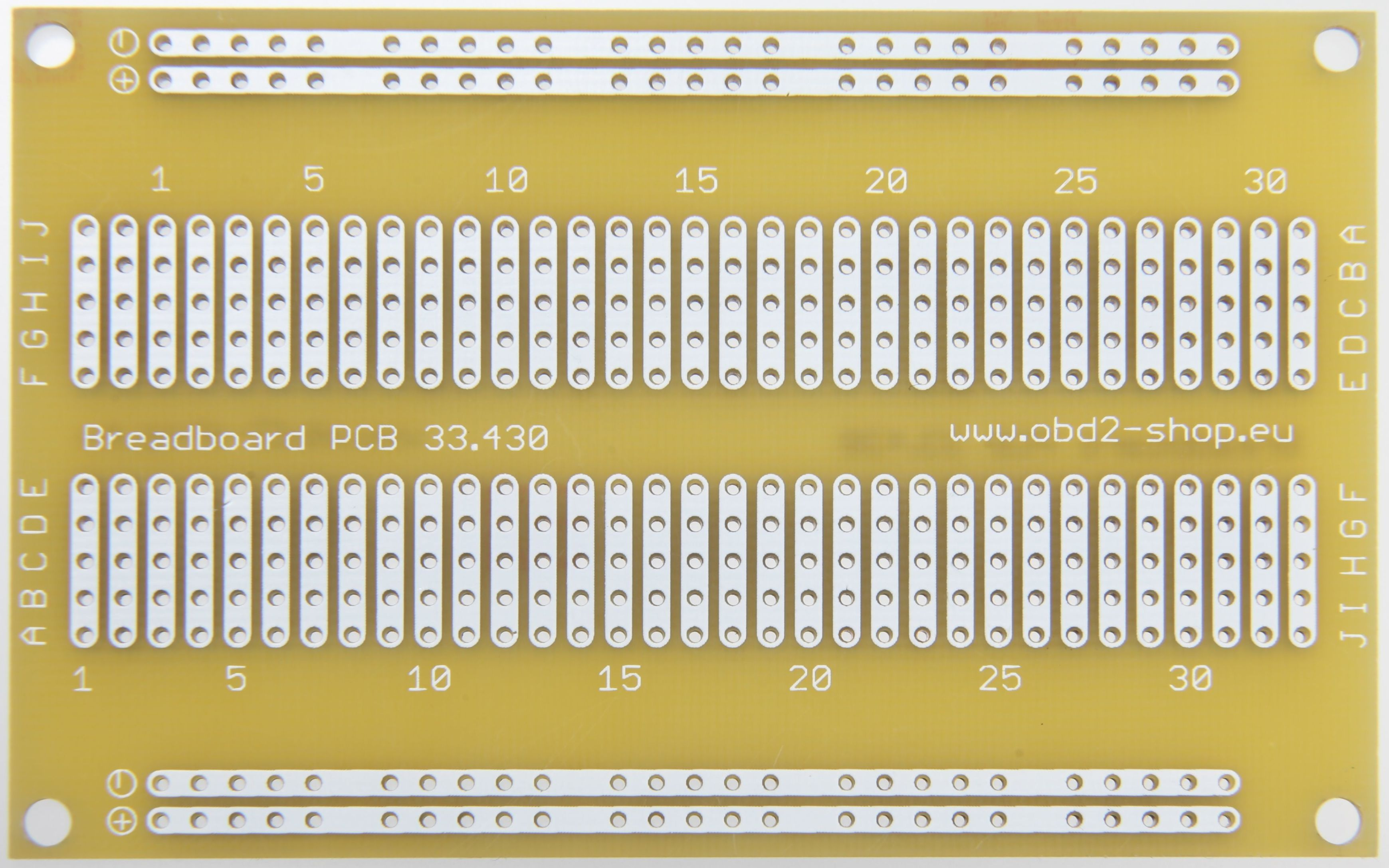
上のソルダーレスタイプと同じ配置ではんだづけするタイプ。

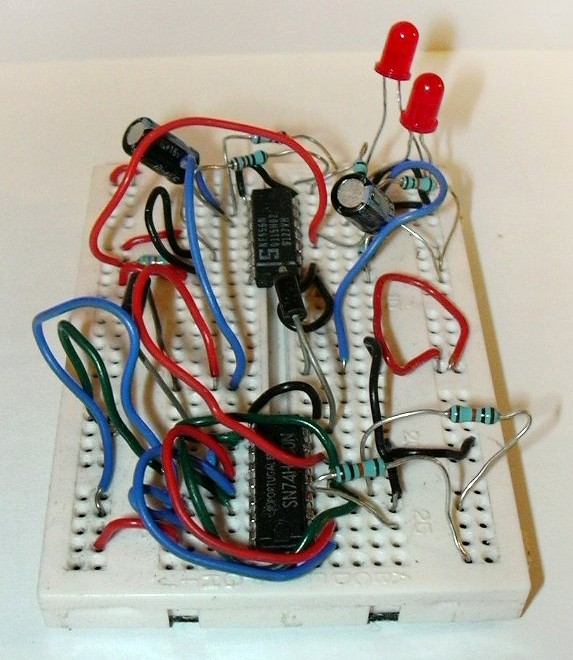
ソルダレス・ブレッドボードで回路を組んだ例

ブレッドボード（英:breadboard, prototyping board あるいはprotoboard）とは、電子回路の実験や試作をするための板である。「プロトタイプ基板」や「プロトタイピング基板」とも。
「ブレット」ボードは誤記。

## 概説
ブレッドボードは電子回路の実験、試作、評価などに用いる。
「breadboard」の元々の意味は、パン切り用のまな板である。ラジオ愛好家たちがパン切り用の木製のボード上で回路を作ってきた歴史から、「breadboard」が回路の実験・試作用の板、という意味でも用いられるようになった。
ブレッドボードの中でも特に、各種電子部品やジャンパ線を差し込むだけで電気的に接続され、電子回路を組むことの出来る、はんだ付けが不要なタイプの基板を指す場合、1970年代には「solderless breadboard（ソルダーレス・ブレッドボード）」と呼ばれていた。最近では、はんだづけがないものが一般的になったので、英語でも単に「breadboard」と呼ぶことが多い。
2010年代の日本のアマチュア工作の世界では、漠然と「ブレッドボード」と言うと、穴に素子やワイヤーを差し込むタイプ（ソルダレスタイプ）をもっぱら指していることが多い。

## 種類、分類
差し込み式 / はんだづけ式 / ワイヤラッピング式 / （木の板タイプ） などと分類することが可能である。
最近のものは「はんだづけが必要なタイプ」および「はんだ付けが不要（ソルダーレス）のタイプ」に2大別する方法がある。
ソルダーレス式ははんだ付けが不要ということが大きな特徴である。試行錯誤のために何度もハンダをつけたり取ったりすると熱に弱い部品を劣化させたり壊してしまうことがあるが、はんだづけ不要のタイプはそうならないという長所がある。

## 歴史

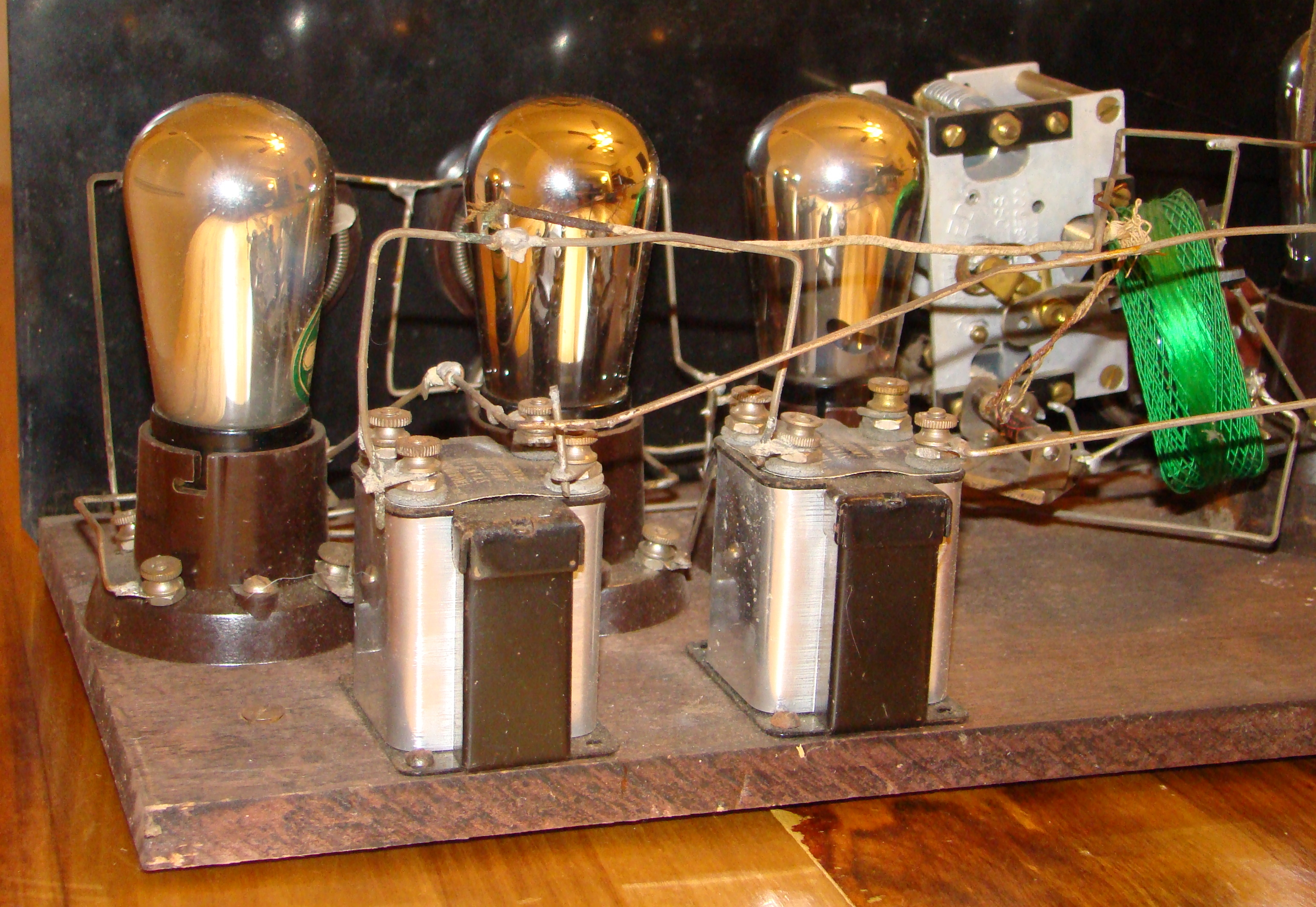
1920年代のTRF受信機。Signal社製。木製の板の上に組み立てられている。

ラジオ黎明期から、愛好家たちは回路を組むにあたり、入手しやすく安価で丈夫な木製のパン切りまな板を用いてきた。当時のラジオの部品はかなり大きく重かったので、それらを配置するのにパン切りまな板のサイズや丈夫さはちょうどよかったこと、また乾燥させた木材はちょうど手ごろな絶縁体であることも選ばれた理由として挙げられる。回路の部品（トランスフォーマー、真空管、キャパシタ、銅線、端子など）を配置し、はんだ付けして回路を作った。また画鋲を使うのも一般的であった。
釘を打って、それを中継ラグ端子とし、そこに部品や配線をハンダ付けしたり、線を巻きつけることで接続して、回路に関するアイデアについて試行錯誤も行われた。
1961年の米国特許3145483Aは、木製の板にバネ機能を持った部品や他の部品をあらかじめ組み付けたブレッドボードである。1967年の米国特許3496419は回路をあらかじめプリントしておく、というものである。
現在もっとも広く用いられているブレッドボードは白い合成樹脂製の、差し込み式で はんだ付け不要のタイプであるが、これは1971年にRonald J. Portugalが特許を取得したものである。

## 木の板を用いるタイプ
板に釘を打ち付けるものはボード自体も容易に自作可能である。電子部品の小型化が進み、ユニバーサル基板方式の試作板や差し込み式が登場・普及するにつれて、次第にすたれていったが、現代でも面白がって作る例がある。
- 1925年のポピュラーサイエンス誌に掲載されたDIY関連記事で紹介された、木製の板の上に組んだ鉱石ラジオの写真。(A)一次コイル、(B)二次コイル、 (C)可変コンデンサ（バリコン）、(D)ディテクタ、(E)バイパス・コンデンサ (F)ダイヤル式コンデンサとパネル、それら全てが(G)のブレッドボード（木の板）に装着されている。
- 木の板の上に鉱石ラジオを組んだ例（2011年）。

## ワイヤラッピング式
ワイヤラッピングタイプ
1970年代には、基板に金属端子が立っているものが現われた。そこに線を巻きつけること(ワイヤラッピング)で、はんだづけをしなくても回路をつくることができた。
- ワイヤを巻きつける方式のブレッドボード。Z80を用いた回路（1977年）
- ワイヤラッピング方式の例。Motorola 6802を用いたプロトタイプ基板。（1980年制作）

## ユニバーサル基板タイプ
「ユニバーサル基板」と呼ばれる汎用のプリント基板もブレッドボードの一種である。1991年ころまでは主流だったタイプであり、特に、高周波回路や大電流を流す回路の試作では今もこちらが用いられる。電子部品のリード線やワイヤー類をはんだづけする必要がある。
様々なタイプがあり、碁盤の目のように単純に穴ひとつとその周囲に銅薄膜（ランド）が並んでいて穴と穴の導通（電気的な接続）はリード線で行うもの、あらかじめ穴が複数個でグループ化し導通しているもの、あらかじめ全ての穴と穴が碁盤の線のような銅薄膜で全て導通していて不要な線を使用者がカッターで切断するもの、などがある。
プリント基板方式のプロトタイピング基板の主な材質（素材）は、「FR-4」はガラス布基材エポキシ樹脂銅張積層板、「FR-3」は紙をフェノール樹脂で固めたもの、「FR-1」は紙基材フェノール樹脂銅張積層板、「CEM-3」はガラス布・ガラス不織布基材エポキシ樹脂銅張積層板、などと分類される。いずれも絶縁素材である。ランドが片面だけのもの、 両面のものがある。

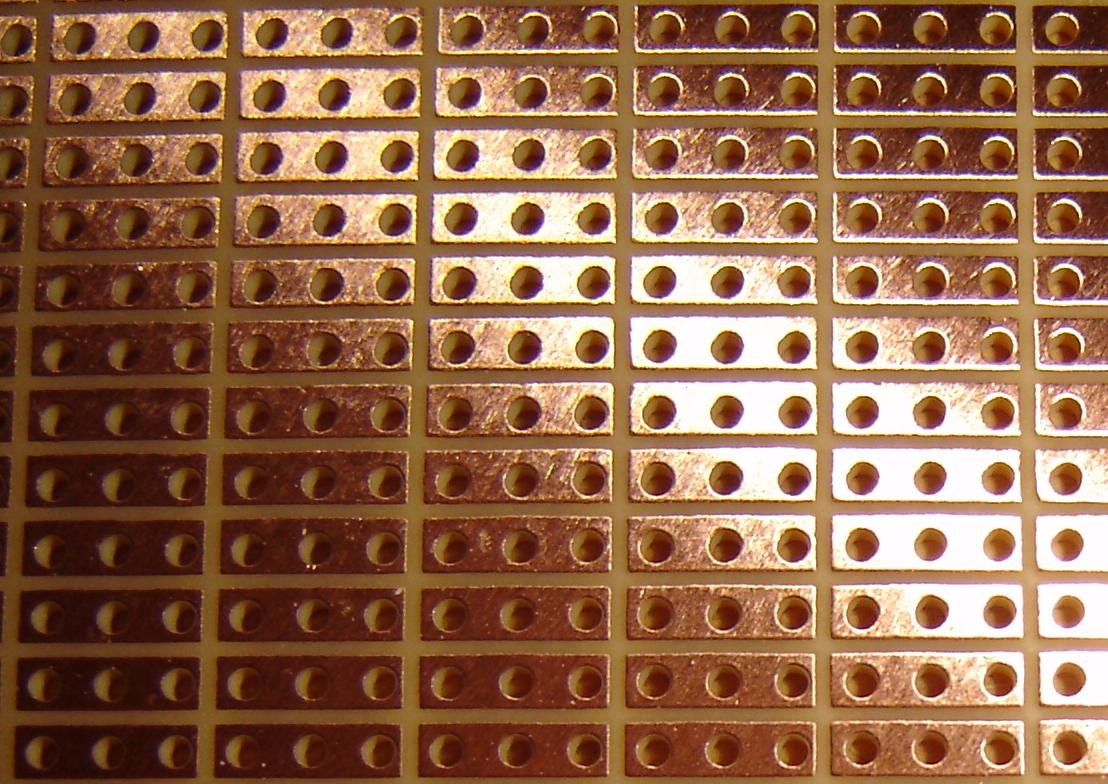
穴3つが導通するタイプ
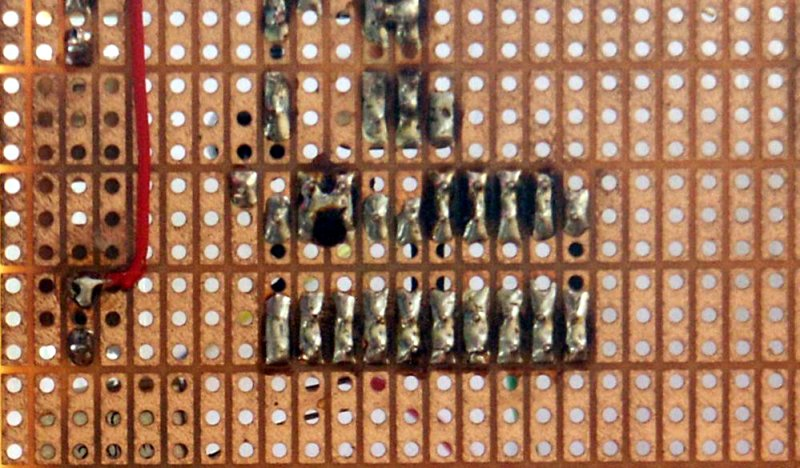
部品をはんだづけした状態
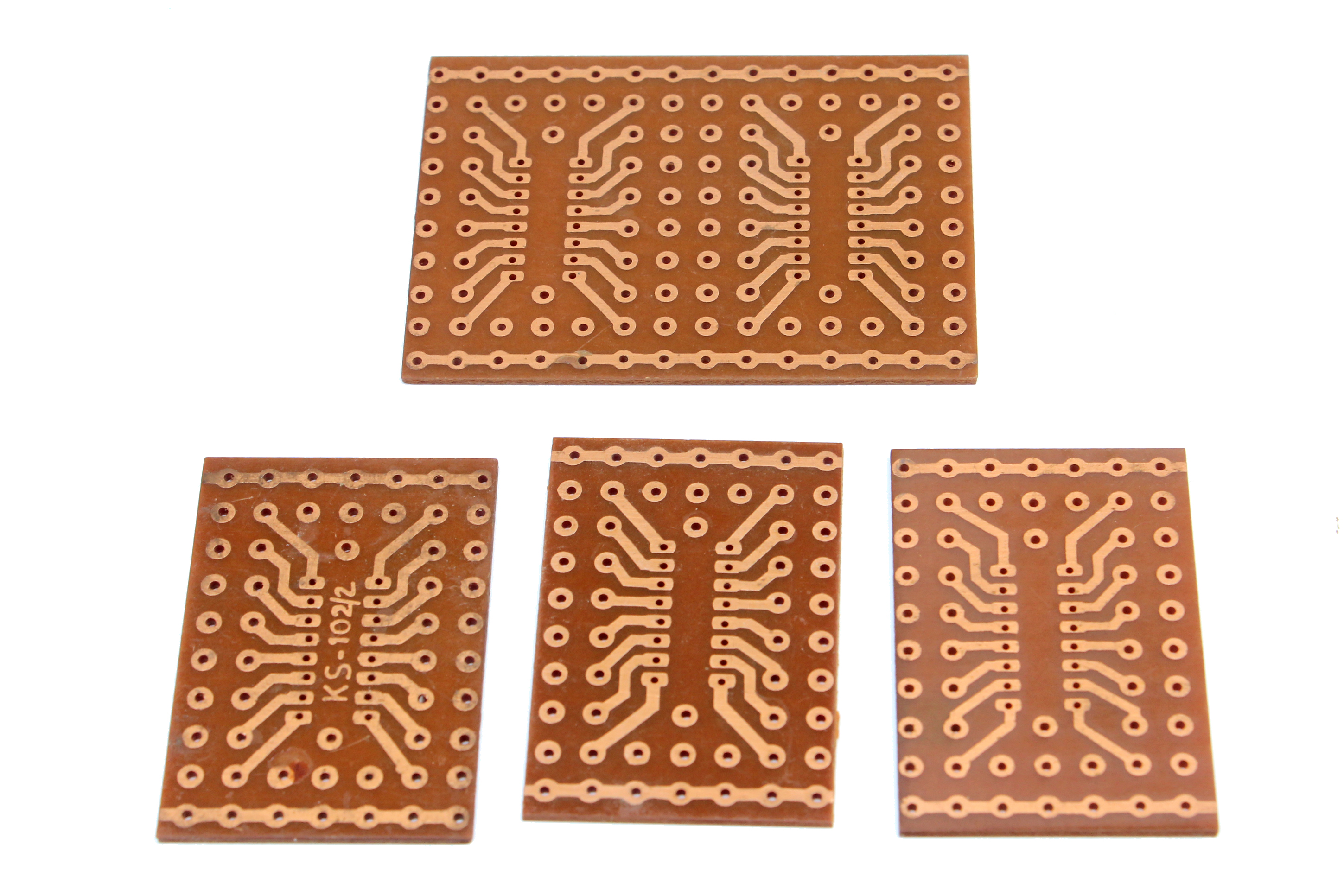
集積回路を使うために作られた古いもの
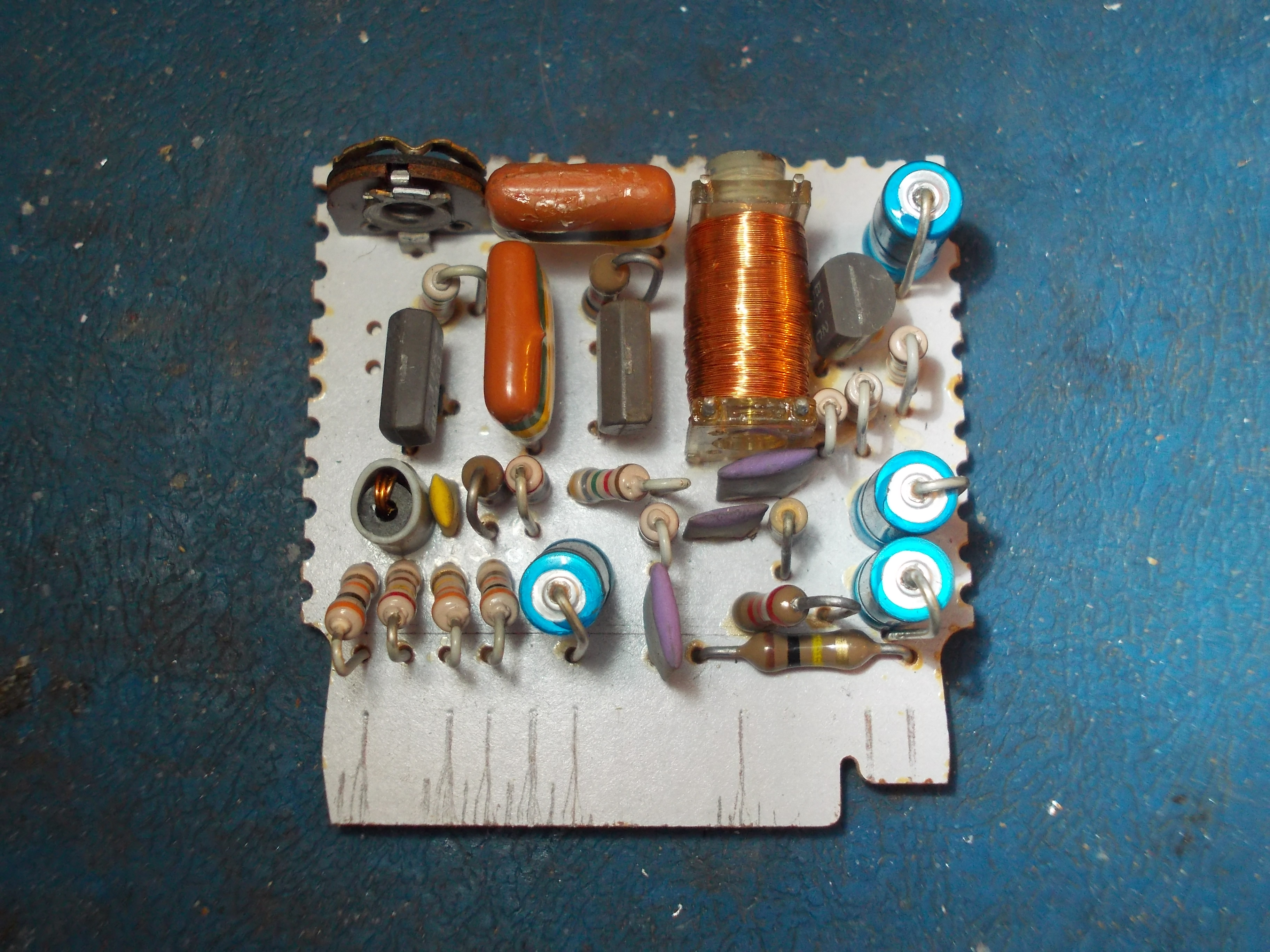
回路を組んだ例。

## 差し込み式
穴にリード線を差し込むタイプで、1971年にRonald J.Portugalが特許を取得した。20年経過して特許が切れてからは製造者が次第に増えてゆき、普及しはじめた。現在ではソルダーレス式では差し込み式しか実際上は使われていないので、差し込み式のことをソルダーレスと呼ぶことが多い。

ブレッドボードの図。4つの区画に分かれるタイプ。赤線と青線は一対のバス。この図のものは、計4組のバスがある。各穴は数字とアルファベットで特定できる。「1」の行のAからEの穴は裏側で導通しているが「2」の行とはつながっていない。

素子やジャンパーワイヤーの抜き差しで回路の変更が自在にでき、回路の試作・実験用、また電子回路に関する学習・教育用として広く用いられている。
穴の間隔が、（基本的に）汎用のIC（集積回路）の足の間隔（DIP ICピッチ。2.54ミリ）と一致しており、ICもそのまま差しこむことができる。
複数のブレッドボードを並べて互いに接続して用いることもできるので、大規模な回路も組むことができる。
ただし、差し込み式のブレッドボードはその性質上若干の制約があり、大きな寄生容量（回路によっては寄生インダクタンスも）があるため高周波回路（おおむね10MHz以上）には向かない。また、接点の抵抗のため大電流を流す回路（おおむね500mA以上）にも向かない。

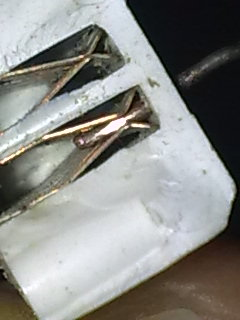
ソルダレス・ブレッドボードの断面。ピンを差し込むことで導通する。
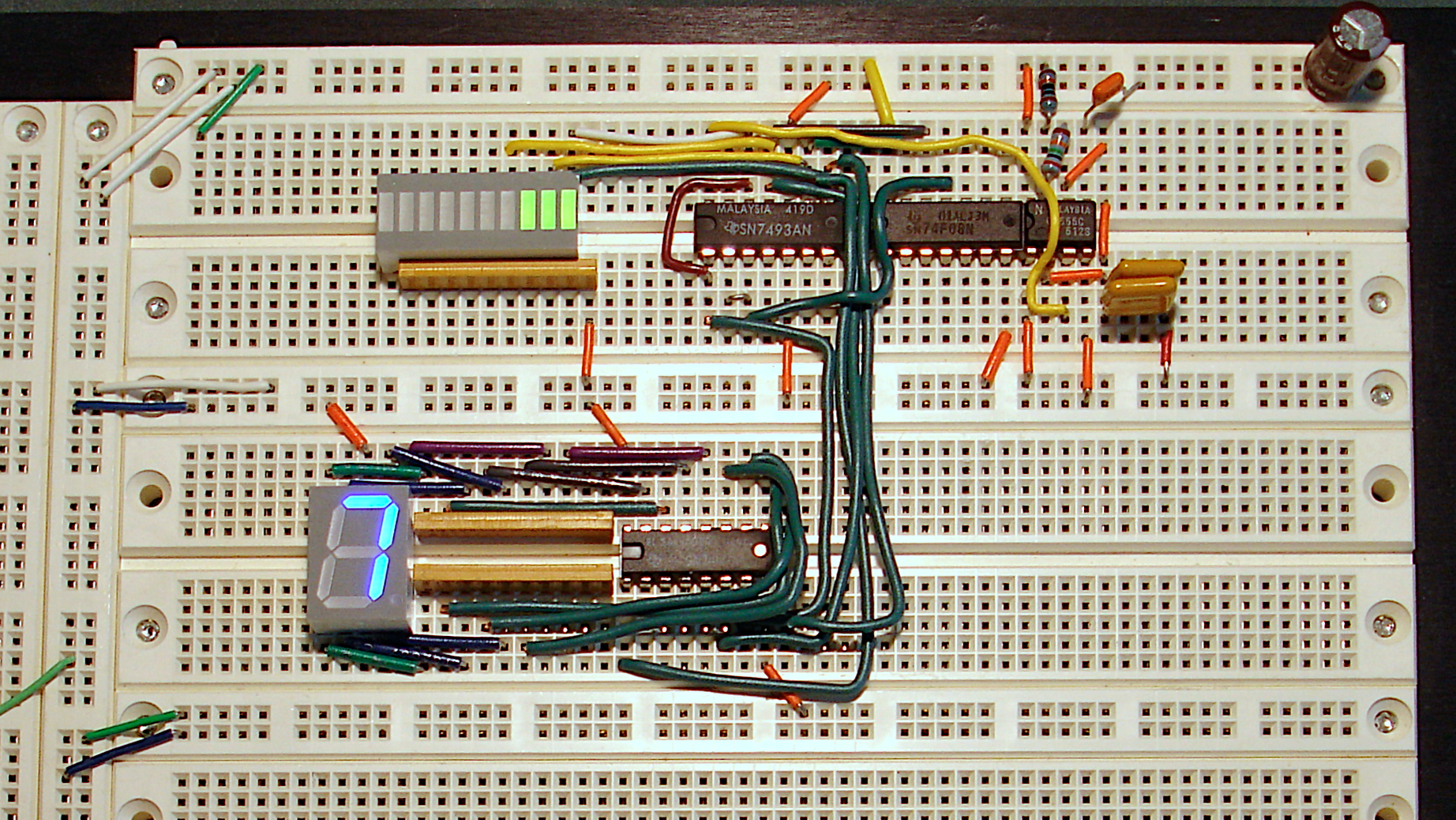
大きめのソルダレス・ブレッドボードでバイナリ・カウンタを組んだもの
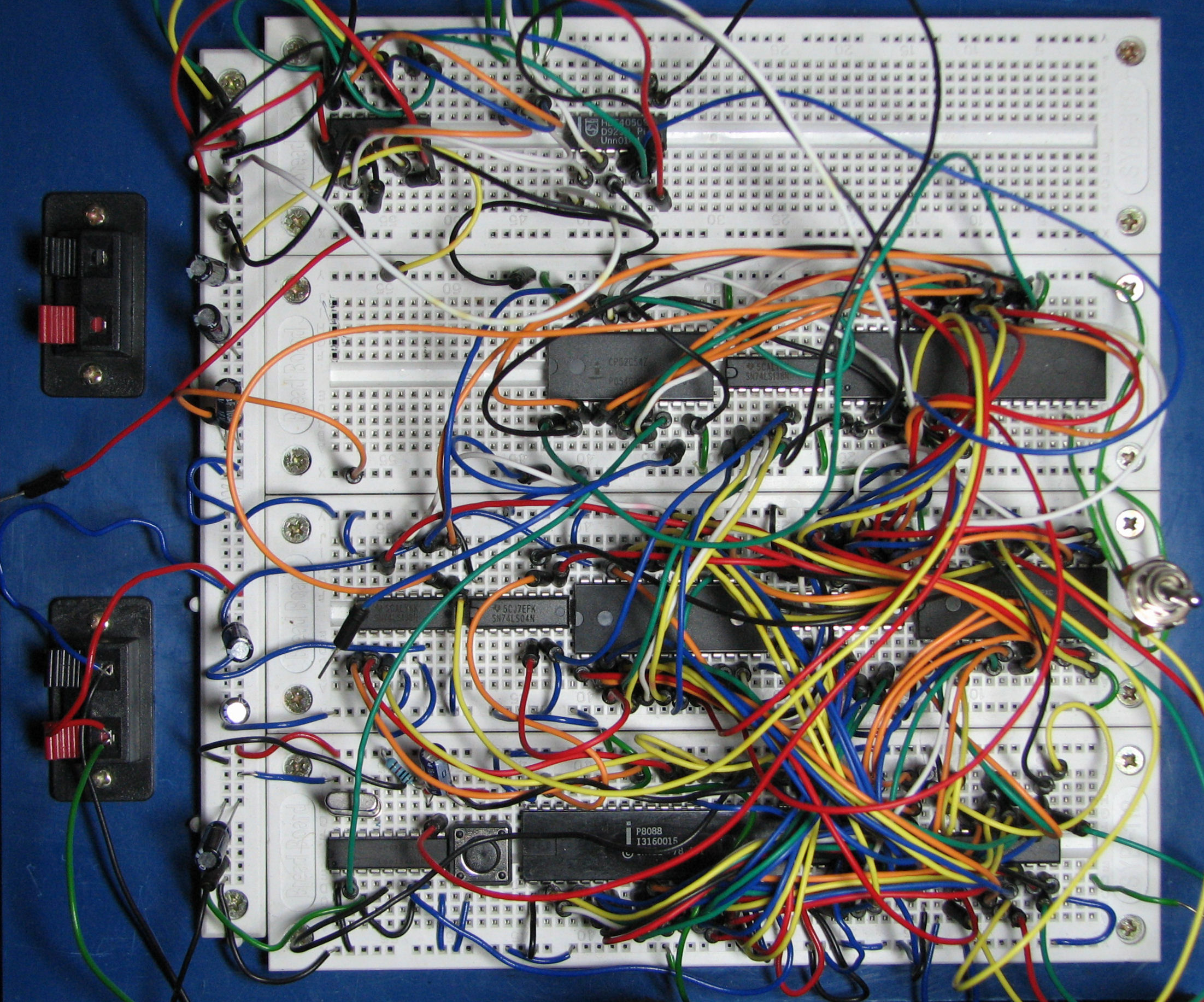
複数のブレッドボードと8088（16bit CPU）などを用いて大規模な回路を組んだ例。
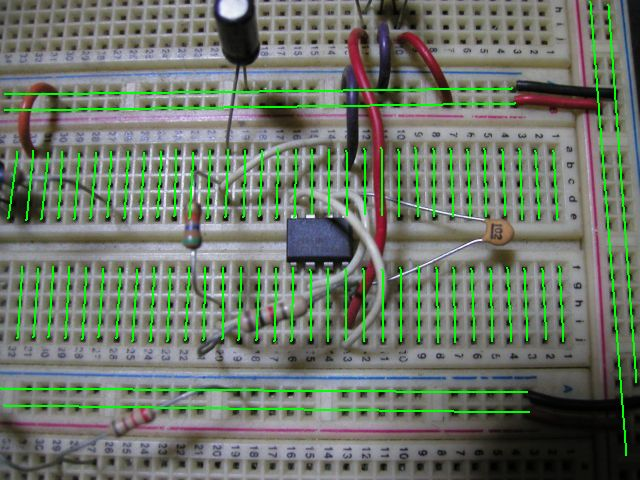
ソルダーレス・ブレッドボード内部には、緑色の線で示すように導体が埋め込まれており、緑色の線上の穴は互いに電気的につながっている。